# レアル・マドリードの選手一覧
レアル・マドリードの選手一覧は、レアル・マドリードに現在在籍しているまたは過去に在籍していた選手・監督の一覧である。

## 歴代監督

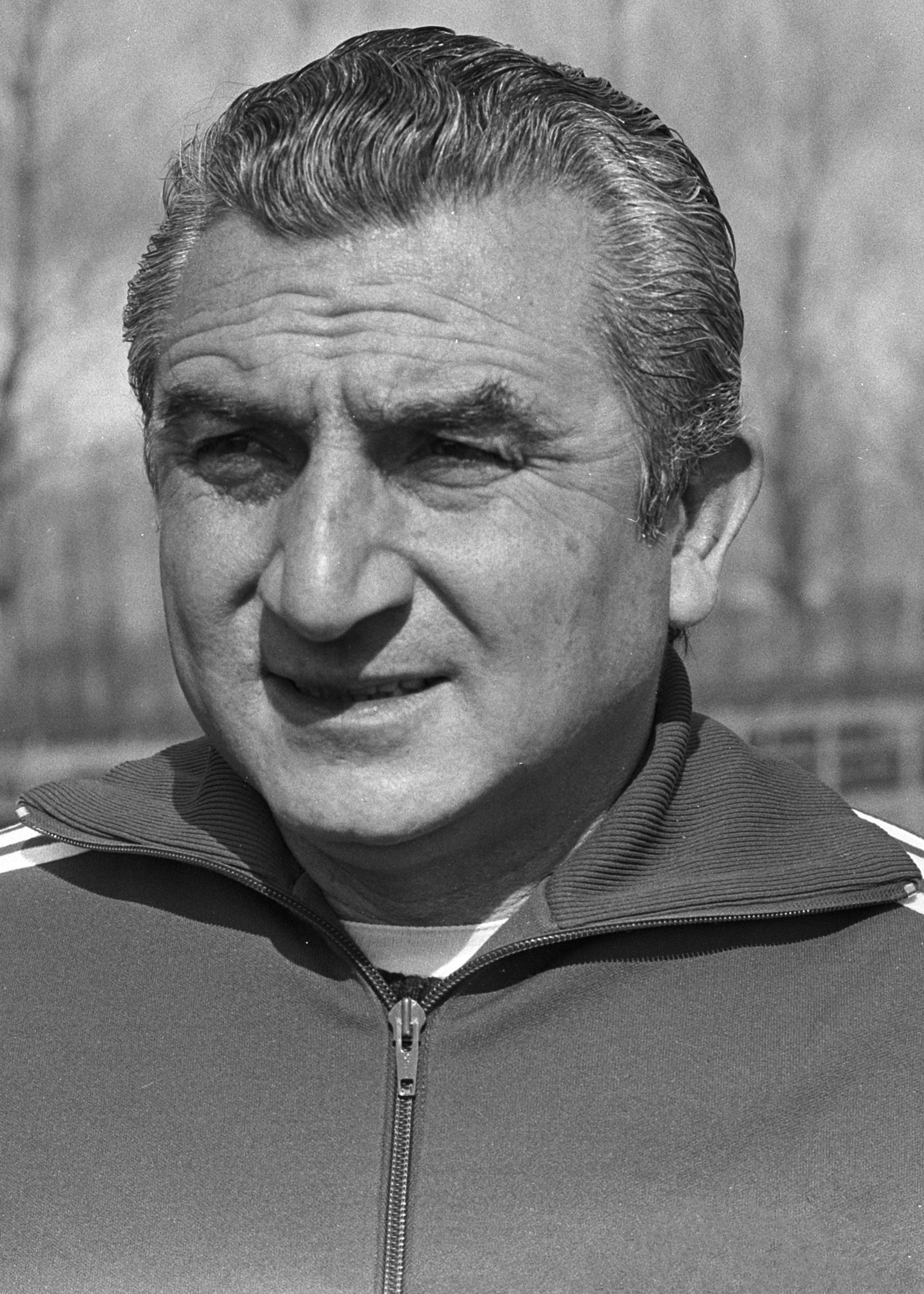
14シーズンに渡りクラブを指揮したミゲル・ムニョス
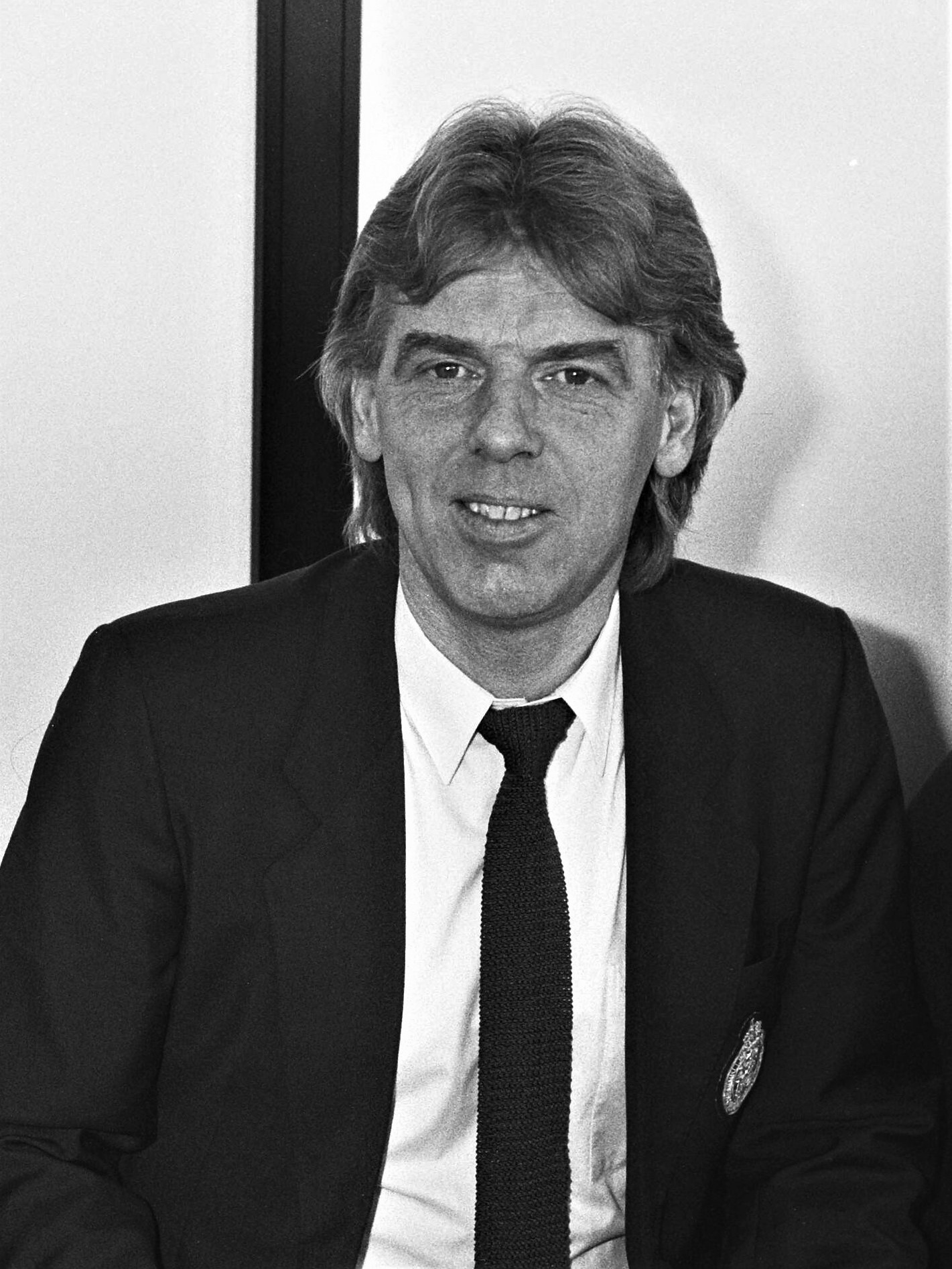
リーグ3連覇に導いたレオ・ベーンハッカー
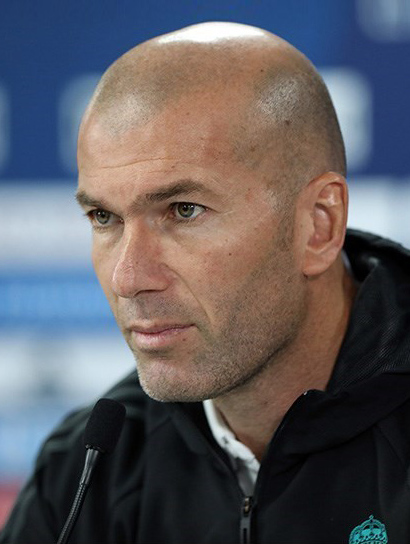
UCL3連覇に導いたジネディーヌ・ジダン
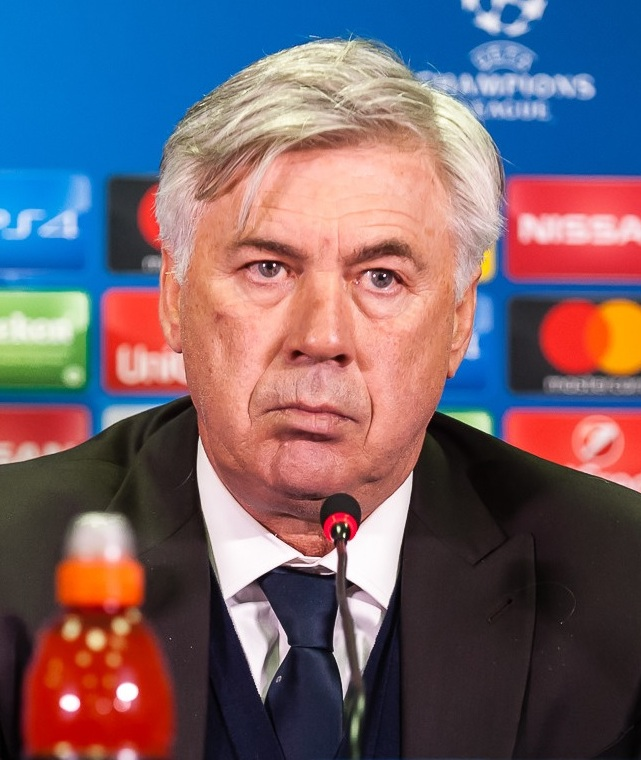
最多タイトルを獲得したカルロ・アンチェロッティ

| 氏名                           | 就任日         | 退任日         | 獲得タイトル                                                                       |
| ------------------------------ | -------------- | -------------- | ---------------------------------------------------------------------------------- |
| フアン・デ・カルセル           | 1920年         | 1926年11月30日 |                                                                                    |
| サンティアゴ・ベルナベウ       | 1926年12月1日  | 1927年12月31日 |                                                                                    |
| ホセ・アンヘル・ベラオンド     | 1928年1月1日   | 1928年9月7日   |                                                                                    |
| ホセ・キランテ                 | 1928年9月13日  | 1930年3月      |                                                                                    |
| ヘルツカ・リッポ               | 1930年3月      | 1932年         | プリメーラ (1)                                                                     |
| ロバート・ファース             | 1932年         | 1933年12月16日 | プリメーラ (1)                                                                     |
| パコ・ブル                     | 1933年12月28日 | 1941年6月      | コパ・デル・レイ (2)                                                               |
| フアン・アルメト               | 1941年6月27日  | 1942年12月15日 |                                                                                    |
| ラモン・エンシナス             | 1942年12月29日 | 1945年         |                                                                                    |
| ジャシント・キンコセス         | 1945年         | 1946年         | コパ・デル・レイ (1)                                                               |
| バルタサル・アルベニス         | 1946年         | 1947年         | コパ・デル・レイ (1)                                                               |
| ジャシント・キンコセス         | 1947年         | 1948年1月27日  |                                                                                    |
| マイケル・キーピング           | 1948年1月29日  | 1950年11月     | コパ・エバ・ドゥアルテ (1)                                                         |
| バルタサル・アルベニス         | 1950年11月     | 1951年3月      |                                                                                    |
| エクトル・スカローネ           | 1951年3月      | 1952年         |                                                                                    |
| イピーニャ                     | 1952年         | 1953年         |                                                                                    |
| エンリケ・フェルナンデス       | 1953年         | 1954年12月10日 | プリメーラ (1)                                                                     |
| ホセ・ビジャロンガ             | 1954年12月10日 | 1957年         | UCC (2)、プリメーラ (2)、ラテン・カップ (2)                                        |
| ルイス・カルニグリア           | 1957年         | 1959年2月19日  | プリメーラ (1)                                                                     |
| ミゲル・ムニョス               | 1959年2月21日  | 1959年4月13日  |                                                                                    |
| ルイス・カルニグリア           | 1959年4月13日  | 1959年         |                                                                                    |
| マヌエル・フレイタス・ソリチ   | 1959年         | 1960年4月12日  |                                                                                    |
| ミゲル・ムニョス               | 1960年4月13日  | 1974年1月15日  | ICC (1)、UCC (2)、プリメーラ (9)、コパ・デル・レイ (2)                             |
| ルイス・モロウニー             | 1974年1月15日  | 1974年6月30日  | コパ・デル・レイ (1)                                                               |
| ミリャン・ミリャニッチ         | 1974年7月5日   | 1977年9月7日   | プリメーラ (2)、コパ・デル・レイ (1)                                               |
| ルイス・モロウニー             | 1977年9月7日   | 1979年6月30日  | プリメーラ (2)                                                                     |
| ヴヤディン・ボシュコヴ         | 1979年7月1日   | 1982年3月28日  | プリメーラ (1)、コパ・デル・レイ (1)                                               |
| ルイス・モロウニー             | 1982年3月29日  | 1982年6月30日  | コパ・デル・レイ (1)                                                               |
| アルフレッド・ディ・ステファノ | 1982年7月1日   | 1984年5月22日  |                                                                                    |
| アマンシオ・アマロ             | 1984年5月22日  | 1985年4月16日  |                                                                                    |
| ルイス・モロウニー             | 1985年4月16日  | 1986年6月30日  | UEFAカップ (1)、プリメーラ (2)                                                     |
| レオ・ベーンハッカー           | 1986年7月1日   | 1989年6月30日  | プリメーラ (3)、コパ・デル・レイ (1)、スーペルコパ (1)                             |
| ジョン・トシャック             | 1989年7月1日   | 1990年11月18日 | プリメーラ (1)、スーペルコパ (1)                                                   |
| アルフレッド・ディ・ステファノ | 1990年11月21日 | 1991年3月22日  | スーペルコパ (1)                                                                   |
| ラドミル・アンティッチ         | 1991年3月22日  | 1992年1月27日  |                                                                                    |
| レオ・ベーンハッカー           | 1992年1月27日  | 1992年6月28日  |                                                                                    |
| ベニート・フローロ             | 1992年7月1日   | 1994年3月7日   | CIA (1)、コパ・デル・レイ (1)、スーペルコパ (1)                                    |
| ビセンテ・デル・ボスケ         | 1994年3月7日   | 1994年6月30日  |                                                                                    |
| ホルヘ・バルダーノ             | 1994年7月1日   | 1996年1月21日  | プリメーラ (1)                                                                     |
| アルセニオ・イグレシアス       | 1996年1月24日  | 1996年5月29日  |                                                                                    |
| ファビオ・カペッロ             | 1996年6月1日   | 1997年6月24日  | プリメーラ (1)                                                                     |
| ユップ・ハインケス             | 1997年6月25日  | 1998年5月28日  | UCL (1)、スーペルコパ (1)                                                          |
| ホセ・アントニオ・カマーチョ   | 1998年6月17日  | 1998年7月9日   |                                                                                    |
| フース・ヒディンク             | 1998年7月15日  | 1999年2月23日  | ICC (1)                                                                            |
| ジョン・トシャック             | 1999年2月24日  | 1999年11月17日 |                                                                                    |
| ビセンテ・デル・ボスケ         | 1999年11月17日 | 2003年6月23日  | ICC (1)、UCL (2)、USC (1)、プリメーラ (2)、スーペルコパ (1)                        |
| カルロス・ケイロス             | 2003年6月25日  | 2004年5月24日  | スーペルコパ (1)                                                                   |
| ホセ・アントニオ・カマーチョ   | 2004年5月26日  | 2004年9月20日  |                                                                                    |
| ガルシア・レモン               | 2004年9月20日  | 2004年12月30日 |                                                                                    |
| ヴァンデルレイ・ルシェンブルゴ | 2004年12月30日 | 2005年12月5日  |                                                                                    |
| フアン・ラモン・ロペス・カロ   | 2005年12月5日  | 2006年6月5日   |                                                                                    |
| ファビオ・カペッロ             | 2006年6月5日   | 2007年6月28日  | プリメーラ (1)                                                                     |
| ベルント・シュスター           | 2007年6月9日   | 2008年12月9日  | プリメーラ (1)、スーペルコパ (1)                                                   |
| ファンデ・ラモス               | 2008年12月9日  | 2009年6月1日   |                                                                                    |
| マヌエル・ペレグリーニ         | 2009年6月2日   | 2010年5月26日  |                                                                                    |
| ジョゼ・モウリーニョ           | 2010年5月31日  | 2013年6月1日   | プリメーラ (1)、コパ・デル・レイ (1)、スーペルコパ (1)                             |
| カルロ・アンチェロッティ       | 2013年6月26日  | 2015年5月25日  | FCWC (1)、UCL (1)USC (1)、コパ・デル・レイ (1)                                     |
| ラファエル・ベニテス           | 2015年6月3日   | 2016年1月4日   |                                                                                    |
| ジネディーヌ・ジダン           | 2016年1月4日   | 2018年6月1日   | FCWC (2)、UCL (3)、、USC (2)プリメーラ (1)、スーペルコパ (1)                       |
| フレン・ロペテギ               | 2018年6月14日  | 2018年10月29日 |                                                                                    |
| サンティアゴ・ソラーリ         | 2018年10月30日 | 2019年3月11日  | FCWC (1)                                                                           |
| ジネディーヌ・ジダン           | 2019年3月11日  | 2021年5月26日  | プリメーラ (1)、スーペルコパ (1)                                                   |
| カルロ・アンチェロッティ       | 2021年6月1日   | 2025年5月24日  | FCWC (1)、UCL (2)、USC (2)、プリメーラ (1)、コパ・デル・レイ (1)、スーペルコパ (2) |
| シャビ・アロンソ               | 2025年6月1日   |                |                                                                                    |

## 歴代所属選手

### GK
- リカルド・サモラ 1931-1936
- ホセ・バニョン（英語版） 1943-1950
- フアン・アロンソ 1949-1960
- アントニオ・ベタンコルト 1961-1962, 1963-1971
- ミゲル・アンヘル 1967-1986
- ガルシア・レモン 1971-1986
- ホセ・マヌエル・オチョトレーナ 1982-1988
- フランシスコ・ブーヨ 1986-1997
- サンティアゴ・カニサレス 1990-1992, 1994-1998
- ボド・イルクナー 1996-2001
- イケル・カシージャス 1999-2015
- セサル・サンチェス 2000-2005
- ディエゴ・ロペス 2005-2007, 2013-2014
- イェジー・ドゥデク 2007-2009
- アントニオ・アダン 2010-2013
- ケイロル・ナバス 2014-2019
- ティボ・クルトゥワ 2018-
- アンドリー・ルニン 2018-
- アルフォンス・アレオラ 2019-2020
- ケパ・アリサバラガ 2023-2024

### DF
- マヌエル・アナトル 1928-1929
- ジャシント・キンコセス 1931-1942
- ホアキン・ナバーロ（英語版） 1949-1957
- ガブリエル・アロンソ 1951-1954
- ラファエル・レスメス 1952-1960
- マルキートス 1954-1962
- ホセ・サンタマリア 1957-1966
- パチン 1959-1968
- ビセンテ・ミエラ 1961-1969
- ペドロ・デ・フェリペ 1964-1972
- マヌエル・サンチス 1965-1971
- グレゴリオ・ベニト 1966-1982
- ホセ・ルイス（英語版） 1967-1976
- ホセ・アントニオ・カマーチョ 1974-1989
- フアン・ソル 1975-1979
- イシドロ・サン・ホセ 1976-1986
- ヨン・メホト 1982-1984
- チェンド 1982-1998
- マノーロ・サンチス 1983-2001
- ラファエル・ゴルディージョ 1985-1992
- ヘスス・ソラーナ（英語版） 1986-1991
- ミゲル・テンディーリョ 1987-1992
- フェルナンド・イエロ 1989-2003
- プレドラグ・スパシッチ 1990-1991
- フランシスコ・ビリャローヤ 1990-1994
- リカルド・ローシャ 1991-1993
- ミケル・ラサ 1991-1997
- ナンド 1992-1996
- ラファエル・アルコルタ 1993-1997
- キケ・サンチェス・フローレス 1994-1996
- クリスティアン・パヌッチ 1996-1999
- ロベルト・カルロス 1996-2007
- アイトール・カランカ 1997-2002
- ロベルト・ヤルニ 1998-2000
- イバン・カンポ 1998-2003
- イバン・エルゲラ 1999-2007
- ミチェル・サルガド 1999-2009
- フランシスコ・パボン 2001-2007
- ラウール・ブラボ 2002-2007
- ワルテル・サムエル 2004-2005
- アルバロ・アルベロア 2004-2005, 2009-2016
- ジョナサン・ウッドゲート 2004-2007
- セルヒオ・ラモス 2005-2021
- ファビオ・カンナヴァーロ 2006-2009
- マルセロ 2006-2022
- ミゲル・トーレス 2007-2009
- ガブリエル・エインセ 2007-2009
- クリストフ・メッツェルダー 2007-2010
- ぺぺ 2007-2017
- エセキエル・ガライ 2009-2011
- ラウール・アルビオル 2009-2013
- マルコス・アロンソ 2010
- リカルド・カルヴァーリョ 2010-2013
- ファビオ・コエントラン 2011-2018
- ラファエル・ヴァラン 2011-2021
- ナチョ・フェルナンデス 2011-2024
- ダニ・カルバハル 2013-
- ダニーロ 2015-2017
- ヘスス・バジェホ 2015-2025
- アクラフ・ハキミ 2016-2018
- テオ・エルナンデス 2017-2018
- セルヒオ・レギロン 2018-2019
- フェルラン・メンディ 2019-
- エデル・ミリトン 2019-
- ダヴィド・アラバ 2021-
- アントニオ・リュディガー 2022-
- フラン・ガルシア 2023-
- ラウール・アセンシオ 2024-
- ディーン・ハイセン 2025-

### MF
- フアン・アントニオ・イピーニャ 1939-1949
- ミゲル・ムニョス 1948-1958
- ホセ・マリア・サラガ 1951-1962
- レイモン・コパ 1956-1959
- フアン・サンティステバン 1956-1961, 1963-1964
- ルイス・デル・ソル 1960-1962
- フェリックス・ルイス（英語版） 1961-1969
- ルシアン・ミュラー 1962-1965
- イグナシオ・ソコ 1962-1974
- マヌエル・ベラスケス（英語版） 1962-1977
- ピッリ 1964-1980
- ビセンテ・デル・ボスケ 1968-1984
- ギュンター・ネッツァー 1973-1976
- パウル・ブライトナー 1974-1977
- ウリ・シュティーリケ 1977-1985
- アンヘル（英語版） 1979-1985
- リカルド・ガジェゴ 1980-1989
- ミチェル 1982-1996
- マルティン・バスケス 1983-1990
- パコ・ジョレンテ（英語版） 1987-1994
- ベルント・シュスター 1988-1990
- ゲオルゲ・ハジ 1990-1992
- ルイス・ミジャ 1990-1997
- ロベルト・プロシネチキ 1991-1995
- ルイス・エンリケ 1991-1996
- ミカエル・ラウドルップ 1994-1996
- ホセ・アマビスカ 1994-1998
- フェルナンド・レドンド 1994-2000
- グティ 1995-2000
- ビクトル・サンチェス 1996-1998
- クラレンス・セードルフ 1996-2000
- クリスティアン・カランブー 1997-2000
- サヴィオ 1997-2003
- スティーブ・マクマナマン 1999-2003
- ジェレミ 1999-2003
- クロード・マケレレ 2000-2004
- フラビオ・コンセイソン 2000-2004
- サンティアゴ・ソラーリ 2000-2005
- アルベルト・セラーデス 2000-2005
- ジネディーヌ・ジダン 2001-2006
- エステバン・カンビアッソ 2002-2004
- デイヴィッド・ベッカム 2003-2007
- トーマス・グラヴェセン 2005-2006
- エメルソン 2006-2007
- マアマドゥ・ディアッラ 2006-2011
- ヴェスレイ・スナイデル 2007-2009
- フェルナンド・ガゴ 2007-2012
- ロイストン・ドレンテ 2007-2012
- ラファエル・ファン・デル・ファールト 2008-2010
- ラッサナ・ディアッラ 2009-2012
- エステバン・グラネロ 2009-2012
- カカ 2009-2013
- シャビ・アロンソ 2009-2014
- セルヒオ・カナレス 2010-2011
- メスト・エジル 2010-2014
- サミ・ケディラ 2010-2015
- ハミト・アルトゥントップ 2011-2012
- ヌリ・シャヒン 2011-2012
- マイケル・エッシェン 2012-2013
- ルカ・モドリッチ 2012-2025
- アシエル・イジャラメンディ 2013-2015
- イスコ 2013-2022
- カゼミーロ 2013-2022
- マルコス・ジョレンテ 2014-2019
- ハメス・ロドリゲス 2014-2020
- マルティン・ウーデゴール 2014-2021
- トニ・クロース 2014-2024
- マテオ・コヴァチッチ 2015-2019
- ルーカス・バスケス 2015-2025
- ダニ・セバージョス 2017-
- フェデリコ・バルベルデ 2018-
- ブライム・ディアス 2019-
- エドゥアルド・カマヴィンガ 2021-
- オーレリアン・チュアメニ 2022-
- ジュード・ベリンガム 2023-
- アルダ・ギュレル 2023-

### FW
- サンティアゴ・ベルナベウ 1915-1924
- ルイス・レゲイロ 1931-1936
- サビノ・バリナガ 1939-1950
- プルデン 1942-1948
- ルイス・モロウニー 1946-1957
- パイーニョ 1948-1953
- ホセイート（英語版） 1951-1959
- エンリケ・マテオス 1953-1961
- アルフレッド・ディ・ステファノ 1953-1964
- パコ・ヘント 1953-1971
- エクトル・リアル 1954-1961
- フェレンツ・プスカシュ 1958-1966
- アマンシオ 1962-1976
- ラモン・グロッソ 1964-1976
- イコ・アギラル（英語版） 1971-1979
- サンティリャーナ 1971-1983
- ロベルト・マルティネス（英語版） 1974-1980
- ヘニング・イェンセン 1976-1979
- イシドロ・ディアス（英語版） 1977-1975
- フアニート 1977-1987
- エミリオ・ブトラゲーニョ 1984-1995
- ホルヘ・バルダーノ 1984-1987
- ウーゴ・サンチェス 1985-1992
- アルフォンソ・ペレス 1990-1995
- フアン・エスナイデル 1991-1993, 1995-1996
- イバン・サモラーノ 1992-1996
- ペテル・ドゥボフスキー 1993-1995
- ラウール 1994-2010
- プレドラグ・ミヤトヴィッチ 1996-1999
- ダヴォール・シューケル 1996-1999
- サミュエル・エトー 1997-2000
- フェルナンド・モリエンテス 1997-2005
- ニコラ・アネルカ 1999-2000
- ペドロ・ムニティス 2000-2003
- ルイス・フィーゴ 2000-2005
- ロナウド 2002-2007
- マイケル・オーウェン 2004-2005
- アントニオ・カッサーノ 2005-2007
- ジュリオ・バチスタ 2005-2008
- ロビーニョ 2005-2008
- ホセ・アントニオ・レジェス 2006-2007
- ルート・ファン・ニステルローイ 2006-2010
- ゴンサロ・イグアイン 2007-2013
- アリエン・ロッベン 2007-2009
- ハビエル・サビオラ 2007-2009
- クラース・ヤン・フンテラール 2009
- クリスティアーノ・ロナウド 2009-2018
- カリム・ベンゼマ 2009-2023
- アンヘル・ディ・マリア 2010-2014
- アルバロ・モラタ 2010-2014
- ホセル 2010-2011, 2023-2024
- エマニュエル・アデバヨール 2011
- ホセ・カジェホン 2011-2013
- ヘセ・ロドリゲス 2011-2016
- デニス・チェリシェフ 2012-2016
- ガレス・ベイル 2013-2022
- ハビエル・エルナンデス 2014-2015
- マルコ・アセンシオ 2014-2023
- ボルハ・マジョラル 2015-2022
- マリアーノ・ディアス 2016-2017, 2018-2023
- ヴィニシウス・ジュニオール 2018-
- ルカ・ヨヴィッチ 2019-2022
- エデン・アザール 2019-2023
- ロドリゴ 2019-
- ゴンサロ・ガルシア 2023-
- エンドリッキ 2024-
- キリアン・エムバペ 2024-

## 歴代主将
以下の一覧は、スペインでのサッカーのプロ化が始まった1929年以降のキャプテンである。
- : カンテラ出身のキャプテン

| 期間      | 選手                           | Pos. |
| --------- | ------------------------------ | ---- |
| 1929-1935 | フェリックス・ケサダ           | DF   |
| 1935-1936 | エウヘニオ・イラリオ           | FW   |
| 1939-1942 | レオンシート                   | MF   |
| 1942-1944 | ホセ・ラモン・サウト           | MF   |
| 1944-1949 | フアン・アントニオ・イピーニャ | MF   |
| 1949-1950 | サビノ・バリナガ               | FW   |
| 1950-1952 | クレメンテ・フェルナンデス     | DF   |
| 1952-1956 | ルイス・モロウニー             | MF   |
| 1956-1958 | ミゲル・ムニョス               | DF   |
| 1958-1960 | フアニート・アロンソ           | GK   |
| 1960-1962 | ホセ・マリア・サラガ           | MF   |
| 1962-1971 | パコ・ヘント                   | MF   |
| 1971-1974 | イグナシオ・ソコ               | MF   |
| 1974-1976 | アマンシオ                     | FW   |
| 1976-1980 | ピッリ                         | MF   |
| 1980-1982 | ミゲル・アンヘル・ゴンサレス   | GK   |
| 1982-1988 | サンティリャーナ               | FW   |
| 1988-1989 | ホセ・アントニオ・カマーチョ   | DF   |
| 1989-1990 | アグスティン・ロドリゲス       | GK   |

| 期間      | 選手                 | Pos. |
| --------- | -------------------- | ---- |
| 1990-1993 | チェンド             | DF   |
| 1993-2001 | マノーロ・サンチス   | DF   |
| 2001-2003 | フェルナンド・イエロ | DF   |
| 2003-2010 | ラウール             | FW   |
| 2010-2015 | イケル・カシージャス | GK   |
| 2015-2021 | セルヒオ・ラモス     | DF   |
| 2021-2022 | マルセロ             | DF   |
| 2022-2023 | カリム・ベンゼマ     | FW   |
| 2023-2024 | ナチョ               | DF   |
| 2024-2025 | モドリッチ           | MF   |